# Česlovas Sasnauskas

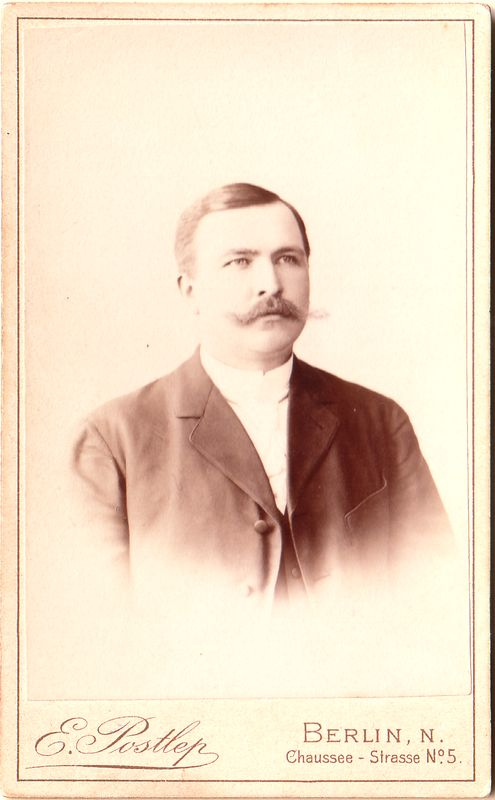
Česlovas Sasnauskas

Česlovas Sasnauskas (* 1. Juli 1867 in Kapčiamiestis, jetzt Rajongemeinde Lazdijai; † 18. Januar 1916 in Petrograd) war ein litauischer Musiker, Chordirigent, Komponist und Organist.

## Leben
Nach seiner Ausbildung wirkte Sasnauskas  als Organist in Warschau (Polen) in Vilkaviškis und ab 1894 in Sankt Petersburg, Russland.
Neben einem Requiem und mehreren Kantaten komponierte er zahlreiche Werke für Orgel und veröffentlichte litauische Volkslieder sowie eine Sammlung eigener Lieder im Volkston.